# Ophion peregrinus
Ophion peregrinus là một loài tò vò trong họ Ichneumonidae.